# 布鲁耶
布鲁耶（法語：Brouillet，法語發音：[bʁujɛ]）是法国马恩省的一个市镇，位于该省西北部，属于兰斯区。

## 地理
布鲁耶（49°13'33"N, 3°44'20"E）面积4.58 平方千米，位于法国大東部大區马恩省，该省份为法国东北部内陆省份，北起阿登省，西北接埃纳省，西南接塞纳-马恩省，南至奥布省，东南接上马恩省，东临默兹省。
与布鲁耶接壤的市镇（或旧市镇、城区）包括：阿尔西勒蓬萨尔、克吕尼、拉热里、塞尔济和普兰。

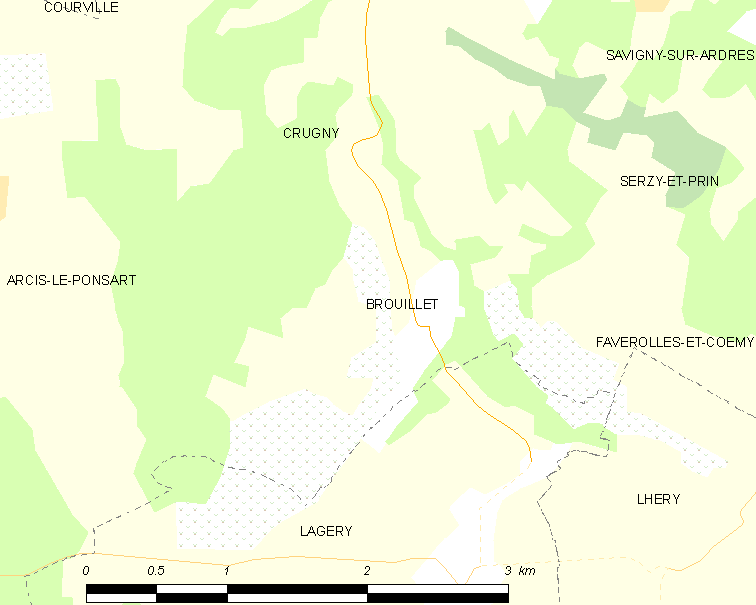
布鲁耶的OSM定位图

布鲁耶的时区为UTC+01:00、UTC+02:00（夏令时）。

## 行政
布鲁耶的邮政编码为51170，INSEE市镇编码为51089。

## 政治
布鲁耶所属的省级选区为多尔芒-香槟景县。

## 人口

1962-2008年间布鲁耶人口变化图示

布鲁耶于2022年1月1日时的人口数量为60人。